# Интернациональная улица (Рязань)
Интернациона́льная у́лица — улица в Московском округе города Рязань. Центральная улица микрорайона Канищево. Начало улицы находится в районе Рязанской областной детской клинической больницы им. Н.В. Дмитриевой, окончание — на пересечении с улицей Бирюзова. Длина улицы 4.2 км. Основная часть застройки 5—9-этажные дома 60—90-х годов постройки. Небольшое количество 9—10-этажных новостроек.

## Транспорт
- Троллейбус: №№ 4, 16
- Автобус: №№  17, 21, 27
- Маршрутное такси: №№ 42, 50, 53, 58, 73, 75, 90[3][4]

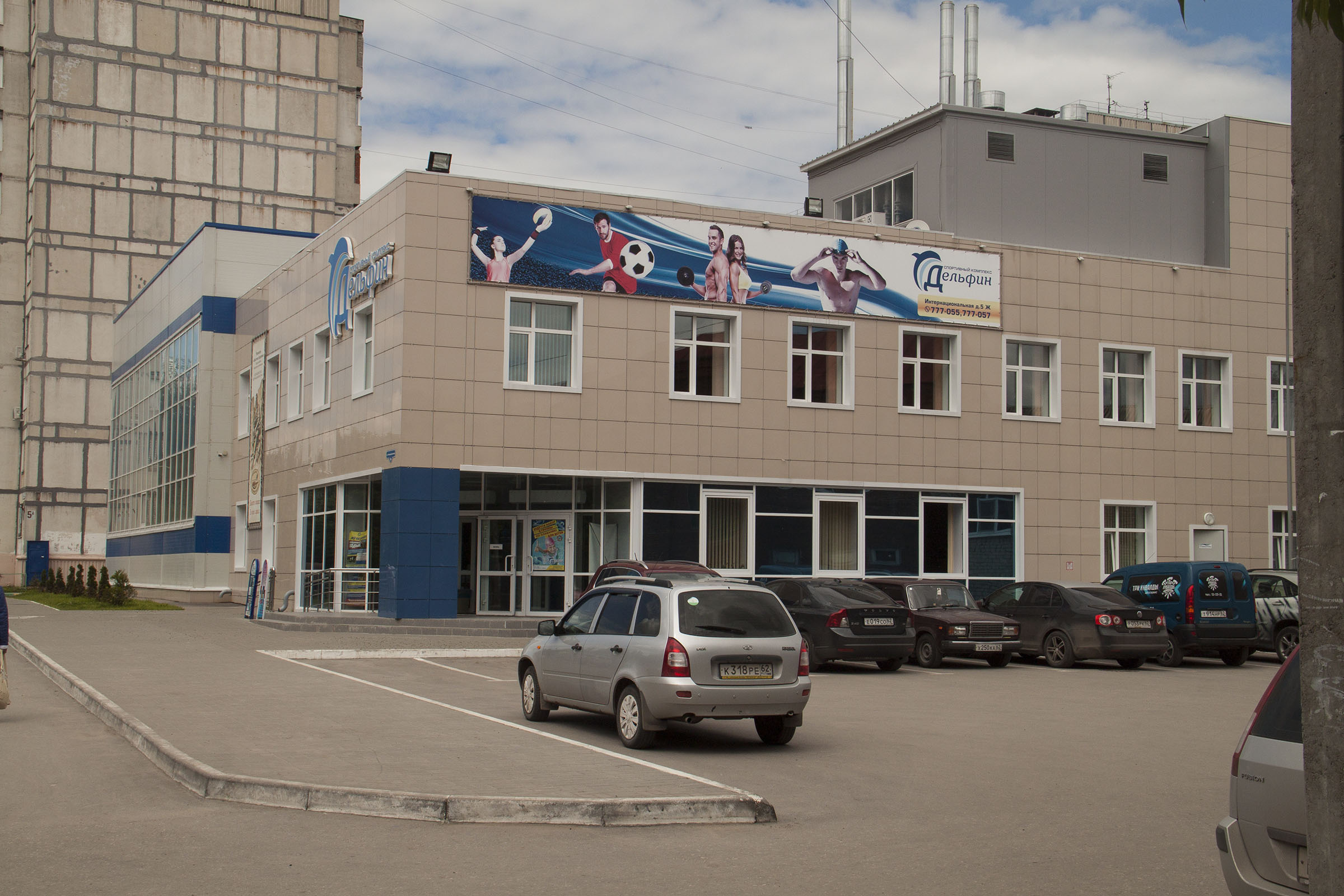
Спорткомплекс «Дельфин»

## Инфраструктура

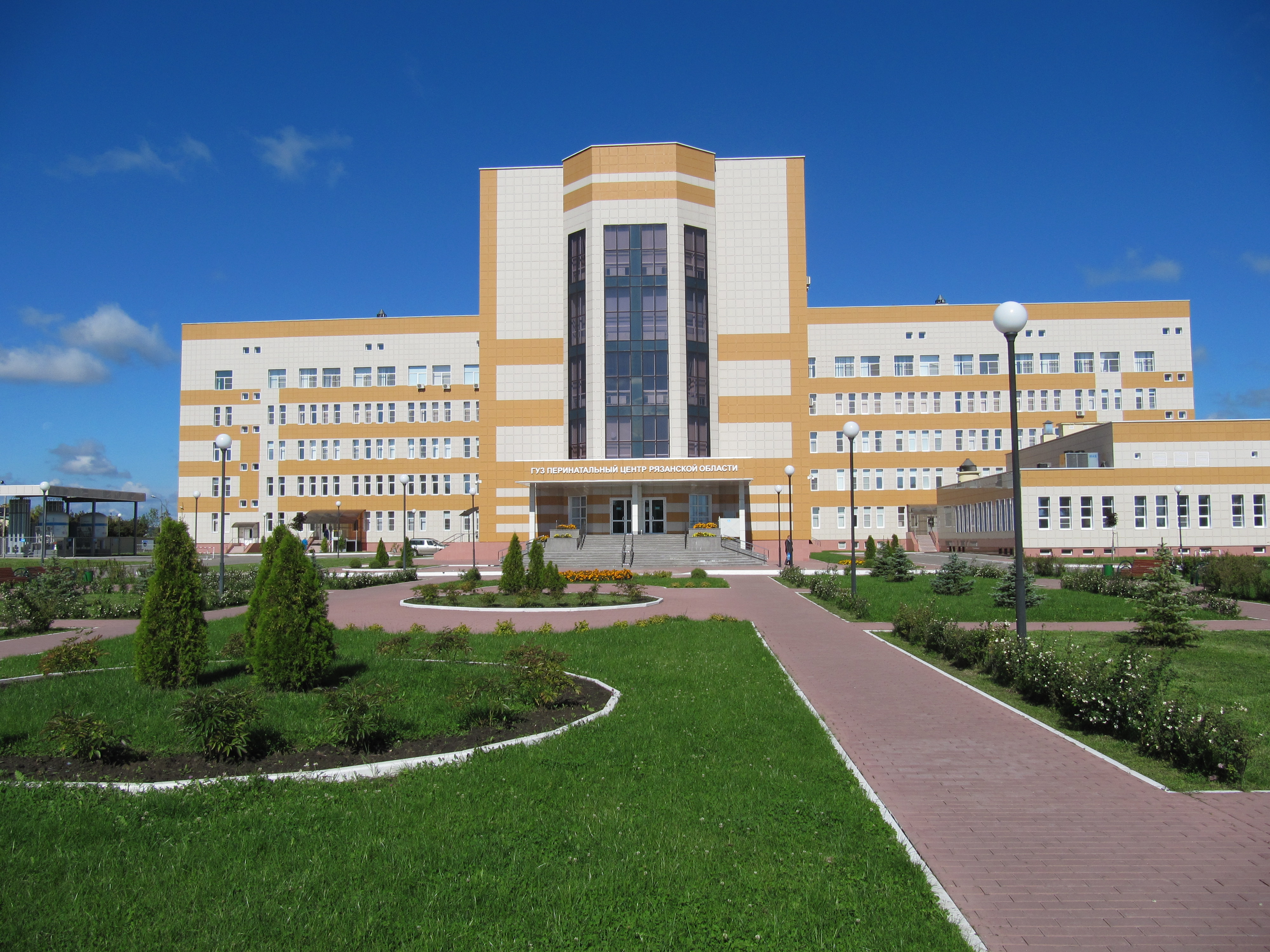
Рязанский областной клинический перинатальный центр

- д. 1в — Детская городская поликлиника № 3[5]
- д. 1г — РПТП «Гранит»[6]
- д. 1з — Областная детская клиническая больница им. Н. В. Дмитриевой[7]
- д. 1и — Областной клинический перинатальный центр[8]
- д. 3а — Рязанская областная клиническая больница[9]
- д. 3а, корп. 1 — Поликлиника Рязанской областной клинической больницы
- д. 3, корп. 1 — Детский сад № 120
- д. 6 — Средняя общеобразовательная школа № 58 им. Героя РФ, гвардии капитана Орлова Сергея Николаевича, Детская школа искусств № 5
- д. 5ж — Дельфин, спортивный комплекс[10]
- д. 5д — детско-юношеский центр Надежда, Детская музыкальная школа № 6
- д. 10в — ТЦ «Талисман»
- д. 11д — Детский сад № 124 «Радость моя»
- д. 14а — Детский сад № 137 «Рябинка»
- д. 15в — Детская стоматологическая поликлиника № 1
- д. 21а — Детский сад № 154 «Теремок»
- д. 18а, 19а — жилой комплекс "Единство"
- д. 21б — Церковь христиан Адвентистов Седьмого Дня[11]
- д. 23, корп. 1 — Торговый центр
- д. 27 — Средняя общеобразовательная школа № 69